# Pirates – Das Siegel des Königs
Pirates – Das Siegel des Königs ist eine südkoreanische Abenteuer-Komödie aus dem Jahr 2014 mit Kim Nam-gil und Son Yejin in den Hauptrollen.
2022 erschien mit Pirates – Der Schatz des Königs der Nachfolger des Films.

## Handlung
Korea im Jahr 1388. Als sein General Yi Seong-gye sich weigert, chinesische Truppen anzugreifen, empfindet der Soldat Sa-jung das als Hochverrat und fordert seinen Kommandanten zum Kampf heraus. Nach einem Duell mit seinem ehemaligen Meister Hong-gab muss er fliehen und wird der Bandit „verrückter Tiger“. Der General jedoch stürzt die Regierung und gründet als neuer König die Joseon-Dynastie.
Einige Jahre später führt die Piratin Yeo-wol eine Meuterei gegen ihren Kapitän So-ma an, als er einige seiner Leute ausliefern möchte, um im Gegenzug auch weiterhin freie Hand zu haben. Unterdessen hat eine Delegation bei dem Ming-Kaiser gegen Tributzahlungen und Überstellung von 300 Kindern erreicht, dass der neue König anerkannt wird. Als Zeichen seiner Herrscherwürde wird ihm ein Siegel verliehen. Auf dem Rückweg greift das Schiff der Abgesandten eine Grauwal-Kuh mit ihrem Jungen an. Sie versenkt das Schiff und verschluckt das Siegel.
Da das als ein böses Omen gewertet werden würde, wird dem König der wahre Sachverhalt verschwiegen und der Verlust des Siegels Piraten in die Schuhe geschoben. Um nicht für etwas zu büßen, was sie nicht getan hat, willigt Yeo-wol gegen ihre Überzeugung ein, sich an der Waljagd zu beteiligen. Auch So-ma, der die Meuterei überlebt hat, geht an der Seite der Marine auf Walfang. Als dritte Partei kommt der als Bandit eher erfolglose „Verrückte Tiger“ und seine Räuberbande ins Spiel, die von einem ehemaligen Piraten aber erst einmal in nautische Grundlagen eingeführt werden müssen (unter Wasser nicht einatmen!), als Quereinsteiger jedoch durchaus innovativ sind (man steigert die Geschwindigkeit des Bootes, wenn man sich von einem Weißen Hai ziehen lässt).
Schon bei der Beschaffung der Waffen geraten Yeo-wol und Sa-jung aneinander, worunter insbesondere die Anwohner zu leiden haben. Als Sa-jung der Marine ein Schiff stiehlt – und die anderen in Brand setzt –, trifft er auf seinen alten Widersacher Hong-gab. Nach einem Seegefecht zwischen So-ma und Yeo-wol, zu dem Sa-jung unfreiwillig dazustößt, gehen Yeo-wol und Sa-jung aneinandergekettet über die Planke, werden aber ausgerechnet von dem Wal gerettet und stranden auf einer Insel.
Nachdem sich die beiden gerettet haben, befreien sie gemeinsam die gefangenen Räuber und Piraten und stoßen auf So-ma und Hong-gab, als diese gerade den Wal erlegt haben. Das anschließende Seegefecht endet damit, dass So-ma und Hong-gab mit ihrem Schiff in die Luft fliegen.
Sa-jung schleicht sich in den Palast und klärt den König über die wahren Umstände des Verlusts des Siegels auf, woraufhin der König Neuverhandlungen befiehlt, um nicht länger eine Monarchie von Chinas Gnaden zu sein.